# Національний парк Рувубу
Національний парк Рувубу — національний парк у Бурунді, який займає 508 км² на сході країни. Парк був заснований в 1980 році. На півдні парк торкається кордону з Танзанією.
Національний парк Рувубу отримав свою назву від річки Рувубу, яка протікає через територію парку. Парк є останнім залишком природної екосистеми африканської савани, яка колись охоплювала переважну більшість північно-східної частини Бурунді. Тут проживає низка видів дикої фауни, зокрема гіпопотам, нільський крокодил, капський буйвіл, коб звичайний, численні види дуїкерів, п’ять видів приматів, у тому числі оливковий павіан, верветка, червоний колобус, блакитна мавпа та сенегальський галаго. У парку зареєстровано близько 200 видів птахів.